# SN 1987A
SN 1987A fue una supernova ocurrida en las afueras de la nebulosa Tarántula (NGC 2070), situada en la Gran Nube de Magallanes, galaxia enana cercana parte del Grupo Local. Ocurrió aproximadamente a 168.000 años luz (51,4 kiloparsecs) de la Tierra, lo suficiente cerca para ser vista a simple vista. Fue la supernova más cercana observada desde SN 1604, que apareció en la Vía Láctea.

## Historia
La luz de la supernova llegó a la Tierra el 23 de febrero de 1987. Como fue la primera supernova descubierta en 1987, fue designada "1987A". Su brillo alcanzó su punto máximo en mayo con una magnitud aparente de alrededor de 3, disminuyendo lentamente en los meses siguientes. Fue la primera oportunidad para que los astrónomos modernos pudieran ver de cerca una supernova.
Fue descubierta por Ian Shelton y Oscar Duhalde en el Observatorio Las Campanas en Chile el 24 de febrero de 1987, y de forma independiente por Albert Jones en Nueva Zelanda. En marzo de 1987 fue observada desde el espacio por Astron, el mayor telescopio espacial de rayos ultravioleta de la época.

## Precursor
Poco después de registrarse el acontecimiento, la estrella progenitora fue identificada como Sanduleak -69° 202a, una supergigante azul de tipo espectral B3. Esta identificación fue inesperada, pues en ese momento las supergigantes azules no se consideraban posibles precursoras de supernovas dentro de los modelos existentes de evolución estelar. Actualmente se piensa que la progenitora era una estrella binaria, cuyas componentes se fusionaron unos 20 000 años antes de la explosión, creando la supergigante azul y siendo esa también la razón de la existencia de los anillos visibles en el remanente. No obstante, las dificultades persisten con esta interpretación.

## Resto de supernova SN 1987A

Secuencia de imágenes del telescopio espacial Hubble, mostrando la colisión del resto de supernova en expansión con un anillo de material expulsado 20 000 años antes de la explosión.

SN 1987A parece ser una supernova de colapso de núcleo, por lo que cabría esperar una estrella de neutrones como remanente. Desde que la supernova fue visible se ha estado buscando el núcleo colapsado, pero no se ha detectado. Se han considerado dos posibilidades para explicar la ausencia de la estrella de neutrones. La primera es que la estrella de neutrones puede estar oculta entre densas nubes de polvo y no ser visible. La segunda es que tras la explosión grandes cantidades de material volvieron a caer de nuevo sobre la estrella de neutrones, por lo que continuó colapsando hacia un agujero negro. Otro escenario considerado es que el núcleo se haya convertido en una estrella de quarks.  En 2019 se presentaron pruebas de que había una estrella de neutrones dentro de una de las aglomeraciones de polvo más brillantes, cerca de la ubicación esperada del remanente de la supernova. En 2021, fueron publicadas pruebas de que las grandes emisiones de rayos X de SN 1987A se originan en la nebulosa de viento del pulsar. Este último resultado se soporta en el modelo tridimensional magnetohidrodinámico, el cual describe la evolución de SN 1987A desde el evento de supernova hasta hoy y reconstruye el medio ambiente alrededor de la estrella de neutrones en diversos momentos, así se consigue determinar la potencia que es absorbida por el denso material estelar que se acumula alrededor del pulsar. También tiene unos anillos misteriosos cuyo origen se desconoce.